# SM57

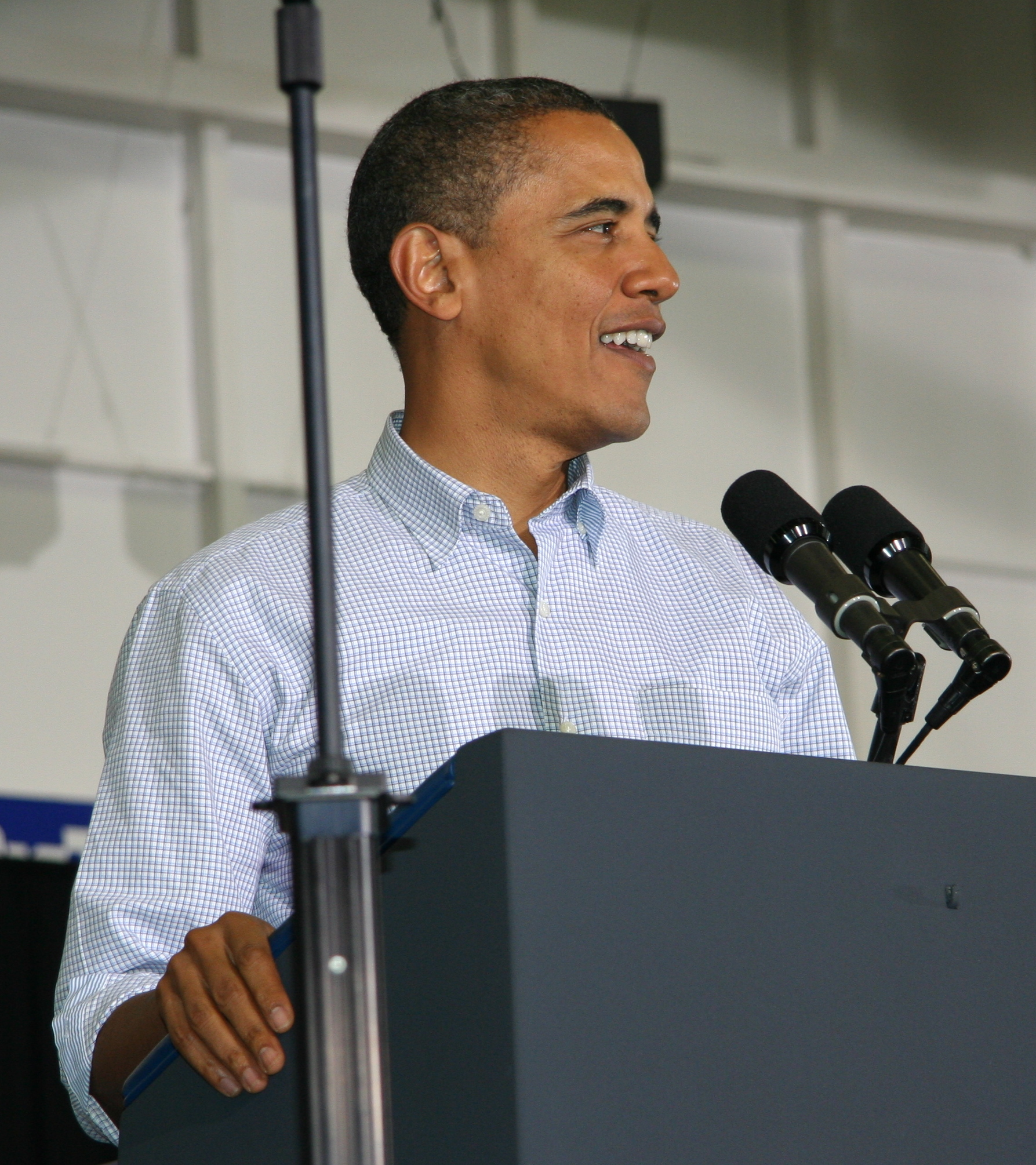
スピーチの際にSM57を使用するバラク・オバマ大統領。1965年の発売以来、歴代のアメリカ合衆国大統領に用いられてきた。

SM57は、シュアが販売するダイナミック型マイクロホン。ボーカルやスピーチ、楽器のステージPA、レコーディングなどに用いられる。1965年発売開始。
ステージでのボーカルのほか、ドラムスなどのパーカッション、ギターやベースギター用アンプ、金管楽器・木管楽器・スピーチの収音に適した音響特性、丈夫さ、コストパフォーマンスのよさから、数多くのステージで多用されているPA技術者にとってデファクト・スタンダードとなっているマイクロホン。SM58は姉妹機種で、構造やボディの形状、特性がよく似ているが、ウィンドスクリーンのないストレートな形状とそれによるキャラクターの違いにより、ボーカル専門に使われることの多いSM58に対して、多用途に使用される。
ボーカリストの口元など、小さな音源にマイクロホンを近づけると低音域のレベルが上昇する「近接効果」に配慮し、200Hz以下の音域の感度を落とす「ロールオフ」調整がされており、ステージでのボーカル集音・拡声（PA）に最適な特性をもつ。指向性は単一指向性になっているが、特にステージでの利用にあわせ、ハウリング（フィードバック）の原因となる横方向からの不要な音が入りにくいように調整されている。周波数特性には6kHzと8.5kHzに高音のピークがある。
ラフな扱いに耐える頑丈さと、安価なこともステージ関係者に支持される理由になっている。
現在、日本での正規輸入代理店はヒビノ株式会社が担当している。その他直輸入品が楽器店・機材販売会社によって販売されている。

## 諸元

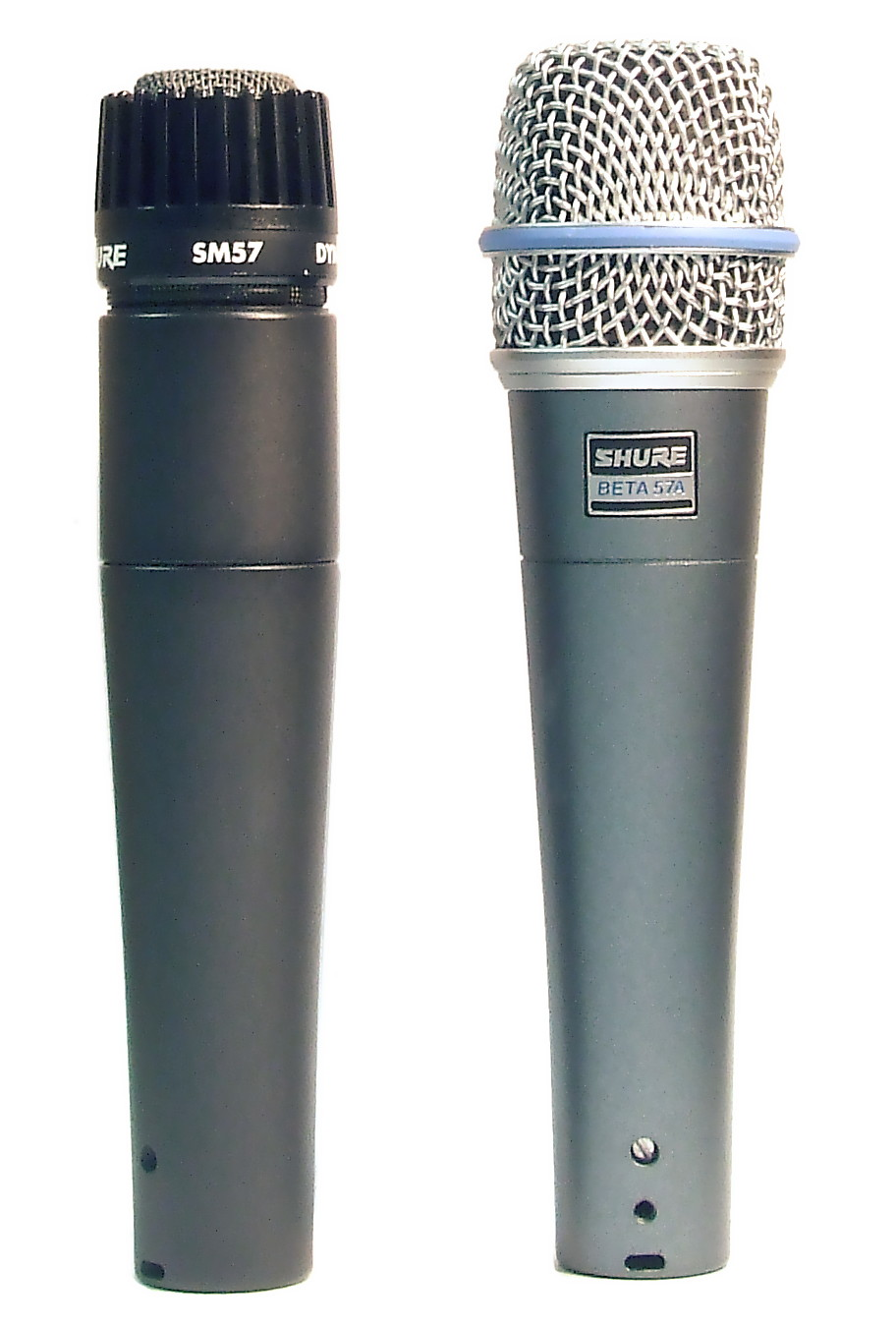
SHURE SM57 & Beta57 ダイナミック型マイクロフォン

```
（シュア発行の取扱説明書より翻訳）
```

| 形式           | ムービングコイル型（ダイナミック） |
| 指向性         | 単一指向性（カーディオイド） |
| 極性           | マイクロホン正面から正の音圧を与えたとき、2番端子に正の起電力を生じる（いわゆる2番HOT） |
| インピーダンス | 310Ω |
| 感度           | −54.5 dB (0 dB = 1 V/Pa), 1.9 mV/Pa |
| 周波数特性     | 40Hz〜15kHz |
| 出力コネクタ   | XLR3ピン（オス） |
| 外装           | ダークグレーエナメル塗装・ダイキャストメタルボディ・つや消し仕上げ、ポリカーボネートグリル・ステンレススクリーン |
| 寸法           | 直径32mm（1 1/4インチ）・全長157mm（6 3/16インチ） |
| 重量           | 284g（10オンス） |
| 主要オプション | マイクスタンドアダプタ A25C、収納バッグ 26A13、ウインドスクリーン（スポンジ状部品）A2WS、デュアルマウント（2本の57を同時に保持するマイクアダプタ）A25M・A26M、カートリッジ（補修用集音カプセル）R57、スクリーン＆グリルアセンブリ RK244G |